# Echinoptilum roseum
Echinoptilum roseum är en korallart som beskrevs av Sydney John Hickson 1916. Echinoptilum roseum ingår i släktet Echinoptilum och familjen Echinoptilidae. Inga underarter finns listade i Catalogue of Life.